# Hans Lenman

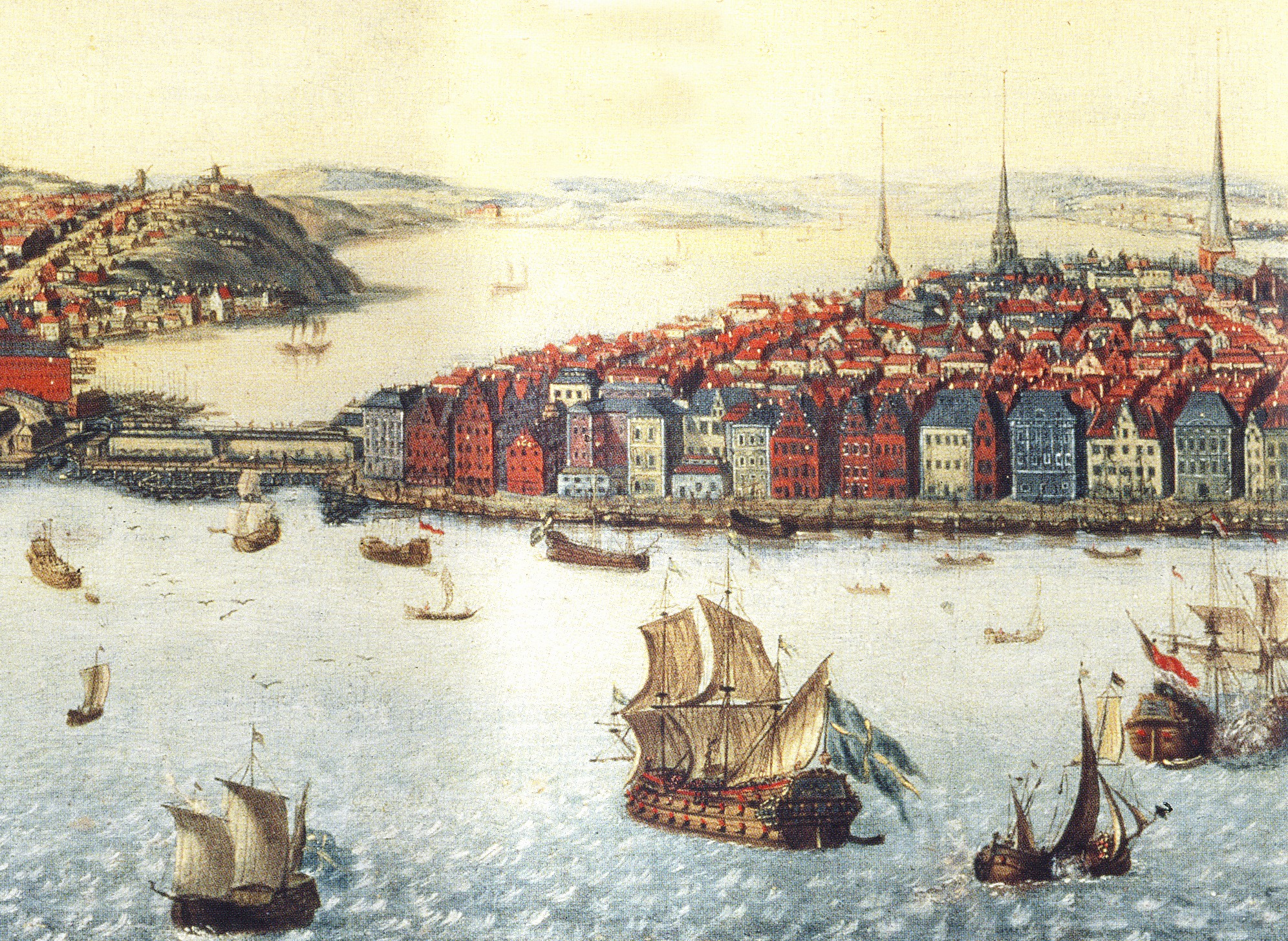
Skeppsbron i Stockholm kring 1700, målning efter Willem Swiddes gravyr "Stockholm från Kastellholmen" från 1693

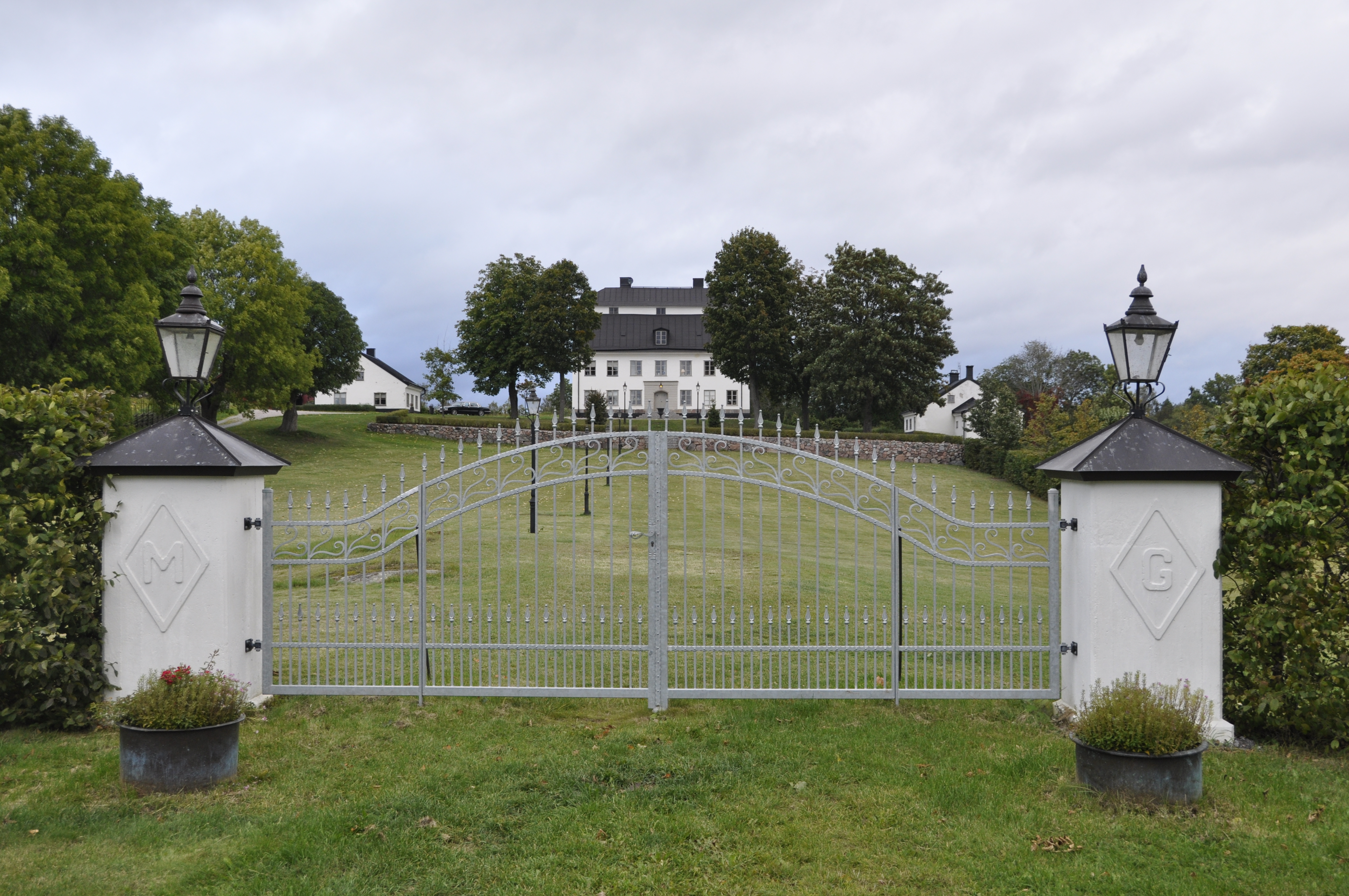
Marums gård 2014

Hans Lenman, köpman i Stockholm, född 1683 eller 1684, död 1739 i Stockholm. Enda son till lärftskrämaren Hans Mattsson och Anna Kihl. Vann burskap som spannmålshandlare i Stockholm 3 november 1704. Gift med Märta Kohl, (1691–1734), dotter till mässingsslagaren Heinrich Kohl och Märta Pihl.

## Biografi
Lenman blev förmögen framför allt på sin salt- och spannmålshandel i kombination med krigskonjunkturerna. Han hade affärsförbindelser med bl.a. Konstantinopel, Alexandria och Tripolis. Lenman mottog via sitt repslageri också stora beställningar av amiralitetet på segel och flaggdukar  och blev ensamleverantör av tågvirke till flottan.
Genom statskommissionen fick Lenman 21 juli 1722 kontrakt på byggnad för 294 000 daler samt av två 50-kanoners rangskepp, två fregatter och fyra galärer, som samtliga skulle vara färdiga till skrov och inredning före årets utgång. Man förbigick amiralitetskollegium, som förgäves krävde att åtminstone rangskeppen skulle byggas på kronans varv. 
26 juni 1724 hade Lenman erhållit tio års privilegium på pärlgrynsmalning efter tyskt mönster och tillstånd att ha tre flytande skeppskvarnar i Norrström. Dessa placerade han så nära kungliga vedgården, att slottsfogden inlade protest med tanke på eldfaran för slottet. Efter vidlyftig diskussion i riksrådet den 26 oktober anmodades Lenman blott se till att pråmarna snabbt kunde lösgöras och driva med strömmen om eld uppstod, eftersom hans industri ansågs särskilt nyttig. Den 16 december 1731 beviljades Hans Lenman tillstånd för tobaksmanufaktur och drev därefter tobaksodling på Rålambshovs ägor tillsammans med sin blivande måg Anders Allard. Men rättigheterna indrogs efter några år, eftersom lagstadgad kvantitet underskreds. Lenman hade också ett väl inrättat tegelbruk med bodar och båtar på Ålön i Ljusterö socken, och ett tegelmagasin rymmande över 35 000 takpannor på Skeppsbron. 
På södra Ljusterö ägde han Marums säteri om två mantal frälse jämte Ström och Kårboda om vardera ett mantal.
Lenman bebodde på Kungsholmen i det länge (ännu på 1850-talet) enda gathuset vid Reparebansgatan (nu Fleminggatan) i hörnet av Trädgårdsgatan (nu Scheelegatan). Det omgavs av hans vidsträckta domäner mellan Klara sjö och Reparebansgatan (kvarteret Tegelslagaren), vidare söder därom det stora kvarteret Åkermannen (senare kallat Grubbens gärde), samt kvarteren Klamparen och Brädstapeln. Han hade på ägorna väderkvarn, hästar och kor.
Lenman återupptog cirka 1736 tobakstillverkningen, som han drev till sin bortgång 1739, varefter sonen Carl fortsatte med tobaksfabrikör D. Hoving som kompanjon till 1747.
Hans Lenman begravdes i Kungsholms kyrka, där han uppfört ett gravkor. Han efterlämnade en behållen förmögenhet på 84 302 daler..

## Barn
1. Märta Lenman gift med handelsman Anders Allard (-1767).
2. Johan Fredrik Lenman, kornett
3. Anna Maria, gift med assessor Jakob von Ertman
4. Carl Lenman, Amsterdam (-1785)
5. Henrik Lenman
6. Gustaf Lenman
7. Jakob